# Вадина (Минесота)
Вадина (енгл. Wadena) град је у америчкој савезној држави Минесота.

## Демографија
По попису из 2010. године број становника је 4.088, што је 206 (-4,8%) становника мање него 2000. године.
| Група             | 2000.         | 2010.         |
| Белци             | 4.187 (97,5%) | 3.874 (94,8%) |
| Афроамериканци    | 36 (0,8%)     | 64 (1,6%)     |
| Азијати           | 8 (0,2%)      | 18 (0,4%)     |
| Хиспаноамериканци | 26 (0,6%)     | 57 (1,4%)     |
| Укупно            | 4.294         | 4.088         |